# Барнс, Дэвид (лучник)
Дэвид Барнс (англ. David Barnes; род. 22 февраля 1986) — австралийский лучник, специализирующийся в стрельбе из олимпийского лука. Бронзовый призёр чемпионата мира и участник двух Олимпийских игр.

## Биография
Дэвид Барнс родился 22 февраля 1986 года. Он начал заниматься стрельбой из лука в 1996 году на территории своего дома. Затем родители предложили Дэвиду вступить в клуб лучников.
Дэвид Барнс является стоматологом, имеет высшее образование по этой специальности в Университете Аделаиды.
У Дэвида есть двое детей. Он владеет компанией, занимающейся поставкой спортивного оборудования для фитнеса.

## Карьера
Первый взрослый чемпионат мира для Дэвида состоялся в 2001 году в Пекине. Там он занял 28-е место в личном первенстве и 20-е в командном. Спустя два года он принял участие в ещё одном мировом первенстве в Нью-Йорке, где стал бронзовым призёром в личном турнире. Мужская сборная Австралии также участвовала в турнире и стала 15-й.
На Олимпийских играх в Афинах Барнс стал лишь 36-м в личном турнире, но сборная Австралии сумела пройти квалификацию и в Греции заняла шестое место.
На чемпионате мира 2007 года в Лейпциге Дэвид Барнс стал пятнадцатым в личном турнире и двенадцатым в командном. После этого он завершил карьеру, отдав жизненный приоритет для создания семьи и бизнеса.
В 2017 году принял решение вернуться в стрельбу из лука после 10-летнего перерыва.
В 2018 году выступил на этапе Кубка мира в Берлине, где выбыл из борьбы за медали на стадии 1/32 финала.
В 2019 году принял участие в двух этапах Кубка мира — в Медельине стал 33-м, а в Шанхае проиграл уже в первых раундах. В июне принял участие на чемпионате мира в Хертогенбосе, где в составе команды занял пятое место и, таким образом, обеспечил участие на Олимпиаде-2020 команды и трёх спортсменов в личном турнире от Австралии. Он также участвовал в миксте, где стал 25-м, и в личном турнире, но проиграл уже в первом раунде.
В 2020 году не проводился Кубок мира из-за пандемии коронавируса.
В 2021 году принял участие на третьем этапе Кубка мира в Париже, где стал 33-м, а затем отправился на Олимпиаду в Токио. В мужском командном турнире уже в первом матче потребовалась перестрелка, но Австралия проиграла в ней сборной Китайского Тайбэя и покинула турнир. В личном турнире в первом же матче Барнс проиграл Риау Эга Агата из Индонезии.